# Marchais-en-Brie
Marchais-en-Brie är en kommun i departementet Aisne i regionen Hauts-de-France i norra Frankrike. Kommunen ligger  i kantonen Condé-en-Brie som ligger i arrondissementet Château-Thierry. År 2018 hade Marchais-en-Brie 338 invånare.

## Befolkningsutveckling
Antalet invånare i kommunen Marchais-en-Brie
Referens: INSEE